# Fidelização
Fidelização é o ato de tornar clientes, em pessoas fiéis ao seu produto, marca ou serviço. Ao comprar pães todos os dias na mesma padaria, significa para a empresa que aquele indivíduo é um cliente fiel ao seu produto, que está satisfeito com a qualidade do serviço e o preço está acessível. 
Fidelização é normalmente confundido com a satisfação do cliente. A fidelização é um relacionamento de longo prazo, diferentemente da satisfação que pode ser conseguida em uma única transação o que não impede que o cliente procure um concorrente. Para que aconteça a fidelização, portanto, é preciso conhecer o cliente identificando suas características, necessidades e desejos utilizando essas informações para estreitar seu relacionamento com o cliente estabelecendo um elo de confiança criando facilidades para os clientes e barreiras para a concorrência, pois esta teria que iniciar um relacionamento do zero.

## Manter a fidelização dos consumidores
Numa época em que não se espera que os consumidores sejam fiéis, conseguir manter a fidelização vale ouro!
A lealdade às marcas pode ser demonstrada em dezenas de formas, mas nem todas têm impacto directo nas vendas, exemplo disso é o que acontece com os  meios digitais, especialmente o Facebook, que oferece uma métrica nova: os likes nas páginas das marcas. O objectivo primário é o de que os consumidores gostem das marcas, o objetivo último é repetir uma compra. Pelo meio destes dois objetivos há uma série de etapas tais como a experimentação e o relato de experiências positiva. Cabe às marcas conseguir tiram o máximo partido de cada etapa, valorizando-a, divulgando-a, incentivando-a e mediando-a. 
Algumas empresas têm um compromisso assumido com o seu cliente no sentido de o colocar sempre em primeiro lugar e ser-lhe leal em todas as decisões. Tudo que elas fazem depois é que dita o tom, a abordagem e o tipo de transformação que criam dentro de seu negócio. Este tipo de lealdade, gera também a lealdade, ou fidelidade dos consumidores, porque compromete-os no seu próprio compromisso.

## Fidelização de alunos
A fidelização dos alunos, assume-se cada vez mais como um objetivo estratégico para as instituições de ensino em geral e para as instituições de ensino superior em particular, de forma a reagirem à maior concorrência na disputa de alunos. Tão importante como captar novos alunos é assegurara a fidelização dos existentes e recolher deles a sua preferência para a formação ao longo da vida. O aumento da concorrência veio conferir maior importância à lealdade e fidelização do aluno como forma de obter vantagens competitiva. 
A fidelização de alunos, está muito relacionado com a sua satisfação que por sua vez está directamente associada a factores como a qualidade do ensino, a imagem e a reputação da instituição e do seu corpo docente. Os professores continuam a dar um grande contributo neste aspeto, por serem o principal contacto com os alunos para as principais dimensões académicas e não-académicas. O feedback dos professores e o fácil acesso aos professores são determinantes para a satisfação e consequente fidelização do aluno.
Quanto mais tempo as relações são satisfatórios entre o aluno e a instituição, maior é o benefício que colhem e maior é o fortalecimento da relação. Neste âmbito, encarar a formação como um serviço integrado permite direcionar todo o esforço de relacionamento da  instituição centrando-a no aluno e essa prática é essencial nos processos de fidelização.
A fidelização e o compromisso são vistos várias vezes como o mesmo conceito pela
sua proximidade (Yoon, Lee & Lee,
2010). A fidelização é muitas das vezes caracterizada pela ação de recompra de
um determinado produto ou serviço ao longo de um determinado período de tempo ultrapassando todos os esforços de marketing para alterar este comportamento
quer seja através de promoções ou de ações de branding (Oliver, 1999). A fidelização assume-se como um compromisso por parte do cliente em comprar determinada marca. Na economia do digital esse compromisso também existe. No entanto, no
digital, os gestores tentam, regularmente, orientar o poder dos utilizadores com o objectivo de gerar lucro para as suas empresas (Harden & Heyman,
2009). Neste mundo digital um dos elementos cruciais é a capacidade de ouvir e interpretar o que se ouve, para poder integrar a marca e interagir nas discussões dos seus fãs (Macy & Thompson, 2011).

## Importância da fidelização
Um programa de fidelização pode ser elaborado com objectivo de influenciar os clientes base, ou os clientes que efectuam apenas a primeira compra. Os objectivos podem ser:
Aumentar a taxa de retenção;
A percentagem de participação no cliente;
Melhorar o número médio de clientes novos;
Aumentar o valor médio da compra ;
Incentivar frequencia do acto da compra.
Os clientes actuais são cinco a sete vezes mais rentáveis que os novos.
1. O custo de recrutar novos clientes e convence-los a adquirirem um novo produto pode ser elevado;
2. Os clientes habituais , se satisfeitos, tendem a comprar mais. Tendencialmente os clientes habituais, já estão familiarizados  com os produtos, marca, vendedores e procedimentos.
3. Como os clientes habituais compram frequentemente, o custo do processamento por compra é mais baixo, do que no caso de um cliente novo. Um cliente habitual já tem a sua ficha de cliente aberta, meio de pagamento normalmente utilizado e histório dos habitos de consumo, disponíveis na base de dados. Adicionalmente pode já saber utilizar os canais alternativos.
4. Os clientes habituais são a viva voz dos produtos e da empresa. É evidente que esta imagem pode ser boa ou má, dependendo do grau de satisfação com os produtos e serviços.
5. Um cliente actual, satisfeito com os produtos ou serviços está disposto a pagar um pouco mais do que um cliente novo. Os clientes arriscam quando mudam e experimentam novos produtos.
6. Uma boa retenção de clientes cria dificuldades à concorrência. Por um lado os concorrentes têm de investir recursos para captar novos clientes. Por outro, um cliente fidelizado é menos um cliente na concorrência,, sem as contrapartidas em termos de venda, margem e demais vantagens.

## Tipos de fidelização
Grau em que os clientes estão predispostos a permanecer com a empresa e a resistir a ofertas da concorrência. Distinguimos dois tipos de fidelidade:
- Autêntica - compromisso forte e emocional com uma empresa, baseado numa relação de confiança, alinhamento e benefício mútuo, ou de uma visão compartilhada entre o cliente e a empresa.

- Sintética - compra repetida pelo cliente através do uso de um programa de marketing opt-in baseado numa moeda secundária ou em benefícios como incentivo primordial.

## Meios de fidelização
1. Emissão de um cartão electrónico
Função de fidelidade, acumulação de pontos por compras efectuadas;
Possibilita compras a crédito, preferencialmente com parceria de instituição bancária/financeira
Regalias para o utilizador:
Acesso a descontos exclusivos;
Acumulação de pontos no cartão, que a posterior podem ser trocados por deduções na compras de outros produtos;
Eventuais descontos ou acesso a serviços complementares,(entregas ao domicílio, grátis, isenção pagamentos de comissões ou taxas de reserva);
Mailing personalizado;
Estacionamento gratuito;
Atribuição de Cheques oferta;
Pagamento facilitado, em prestações e mesmo sem juros, 
2. Serviço Pós-venda
Envio gratuito ao domicílio dos produtos adquiridos;
Aceitação da devolução dos produtos caso não o pretendam utilizar, em prazo mais alargado que o normal ( 15 a 30 dias);
Serviço ao domicílio em prazo curto ( 48 horas);
Apresentação de orçamentos para reparação;
Assitência técnica gratuita ao longo do ano;
3. Serviço Empresas 
Vasta oferta a preço mínimo garantido;
Serviço exclusivo e com atendimento personalizado para empresas;
Procedimentos simples e eficaz;
Condições de pagamento preferenciais;
Serviço de entrega.
4. Serviço Utilizador ( acesso ao site)
Similação de compra;
Envio de Newsletter com produtos e promoções em destaque.

## Fidelização nas operadoras de telecomunicações
As operadoras telefónicas, por vezes, colocam na sua oferta comercial pacotes mais económicos mas que exigem períodos de fidelização prolongados. Contudo, a nova legislação em Portugal que entrou em vigor em Agosto de 2016obriga a que as operadoras de telecomunicações em Portugal apresentem ofertas de pacotes com fidelização e sem fidelização. 
A nova legislação em vigor também introduziu a possibilidade de contratos de fidelização de 6 meses, quando antes só havia de 24, 18 e 12 meses.Agora também acabaram as renovações automáticas nos pacotes destas operadoras. Ou seja, passado o período de fidelização este não pode ser renovado automaticamente, mas a operadora tem que lhe apresentar um novo contrato.